# Osnovna šola Franja Goloba Prevalje
Osnovna šola Franja Goloba je osnovna šola na Prevaljah.
Nahaja se v središču Prevalj v neposrednem sosedstvu z vrtcem Krojaček hlaček Prevalje, na naslovu Polje 4, 2391 Prevalje.
Najbolj znana je po tem, da je na njej bila ustanovljena Bralna značka.